# Un marziano sulla Terra
Un marziano sulla Terra (Visit to a Small Planet) è un film del 1960 diretto da Norman Taurog. È una commedia fantascientifica ispirata molto liberamente a un soggetto televisivo del 1955 e a una successiva commedia teatrale del 1957, entrambi scritti da Gore Vidal.

## Trama
Kreton è un alieno di un pianeta remoto ed è affascinato dal pianeta Terra. Il suo insegnante lo ammonisce di non visitare il pianeta ma Kreton lo visita ripetutamente ed infine riesce a convincere il suo insegnante a permettegli di restare per una visita di studio sugli esseri umani.
Kreton entra in contatto e diviene un amico di una famiglia che gli offre alloggio e soprattutto acconsente a mantenere segreto il fatto che sia un alieno.
Durante il soggiorno Kreton finisce per innamorarsi della figlia del suo padrone di casa anche se, si accorge ben presto, c'è un campo di forza che impedisce loro qualsiasi contatto fisico. La razza di Kreton ha infatti abolito qualsiasi manifestazione fisica di affetto.
Per aver ripetutamente infranto la regola di non immischiarsi nelle vite degli umani, a Kreton vengono tolti tutti i poteri.
In questo modo tuttavia egli scopre che essere un umani significa avere a che fare anche con altre cose meno desiderabili come il dolore, la tristezza o la gelosia.
Quando la sua copertura infine salta e la polizia lo insegue Kreton decide che tutte queste emozioni non valgono il gioco e torna al proprio pianeta.

## Produzione
Un marziano sulla Terra rappresenta il primo incontro con la fantascienza  per Jerry Lewis, che in seguito interpretò solo un altro film fantascientifico, nel 1966: Stazione luna.

## Doppiaggio
Il doppiaggio italiano è curato dalla CDC. La voce di Jerry Lewis è, al solito, quella di Carlo Romano. Nelle sequenze in cui Kreton fa parlare la gattina e il cagnolino di casa, essi hanno rispettivamente le voci di Serena Verdirosi e di Luigi Pavese.
Mentre nella versione originale, quando qualcuno cerca di rivelare alle autorità la sua identità extraterrestre, Kreton si mette improvvisamente a intonare in falsetto la filastrocca anglosassone Mary Had a Little Lamb, nel doppiaggio italiano il brano viene sostituito con il più noto in Italia La vispa Teresa.

## Critica
Fantafilm scrive: 